# Passaporto francese
Il passaporto francese (passeport français) è un documento di identità rilasciato ai propri cittadini dalla Repubblica francese per i loro viaggi fuori dall'Unione europea e dallo Spazio economico europeo
Vale come prova del possesso della cittadinanza francese ed è necessario per richiedere assistenza e protezione presso le ambasciate francesi nel mondo.

## Caratteristiche
Il passaporto francese rispetta le caratteristiche dei passaporti dell'Unione europea.
La copertina è di colore rosso borgogna con lo stemma della Repubblica francese al centro. Le scritte Union européenne e République française, in caratteri minuscoli, sono sopra lo stemma mentre la parola PASSEPORT (in maiuscolo) è in basso.
Nel passaporto biometrico compare anche l'apposito simbolo